# Makak vepří
Makak vepří (Macaca nemestrina), jinak též kudan svinský, opice vepří, lapunder je primát z čeledi kočkodanovití (Cercopithecidae) a rodu makak (Macaca). Druh popsal Carl Linné v roce 1766.

## Výskyt
Tito makakové se vyskytují v jihovýchodní Asii. Osídlili Thajsko, Malajský poloostrov a část Malajského souostroví. K životu dávají přednost deštným pralesům, dovedou však žít i v bažinách nebo na polích.

## Popis a chování
Makak vepří dosahuje hmotnosti 4–15 kg, tělo je dlouhé 43–77 cm, přičemž samci bývají až o polovinu větší než samice. Ocas je relativně krátký, 10–25 cm dlouhý, připomíná prasečí, což vyneslo tomuto primátovi jeho jméno. Srst má obyčejně hnědé až šedé zbarvení, na břiše je bělavá, na tvářích růžová. Makakové vepří se živí především ovocem (až 74 % potravy) a jinou rostlinnou potravou, např. listy, nepohrdnou však ani hmyzem nebo drobnými obratlovci. Často také vnikají do polí a plantáží, kde kradou zemědělské plodiny. Tlupa se skládá z 9–81 opic; tvoří ji jeden nebo několik samců, samice a mláďata, která, jedná-li se o samečky, po dosažení puberty opouštějí skupinu. Samice je březí zhruba 6 měsíců, po dokončení gravidity se jí narodí obvykle jedno mládě, jež je asi 1 rok závislé na mateřském mléce.

## Ohrožení
Makak vepří je dle Mezinárodního svazu ochrany přírody ohroženým druhem a jeho populace klesá. Nebezpečí představuje především ztráta přirozeného prostředí, způsobená rozšiřováním palmových plantáží a klučením deštného lesa. 
Mezi přirozené nepřátele patří levhart obláčkový (Neofelis nebulosa).

## Chov v zoo
V celé Evropě je tento druh chován v necelých čtyřech desítkách zoo (stav z podzimu 2018). Nejvíce je přitom zastoupen v Německu (v šesti zoo). V Česku jsou k vidění jen v Zoo Praha.

### Chov v Zoo Praha
V roce 2004 došlo k ukončení provozu Safari parku Gänsendorf v Dolním Rakousku, nedaleko Vídně. Proto se řešilo, kam  umístit zvířata z tohoto zařízení. Jelikož se ve stejné době stavěl v Zoo Praha nový pavilon Indonéské džungle, kde se počítalo v jedné expozici s chovem makaků, bylo rozhodnuto o převzetí celé skupiny makaků vepřích právě z Gänsendorfu. Skupina dvanácti jedinců se tak stala jedním z nejpozoruhodnějších druhů zastoupených v novém pavilonu, jelikož tento druh nebyl nikdy v pražské zoo, a snad ani v žádné jiné v Čechách chován. Na první úspěšný odchov se muselo čekat dlouhých sedm let až do roku 2011. Tehdy se narodila samička Rousie. Další úspěšné odchovy následovaly v dalších letech. V roce 2012 se narodil sameček Luis. Po čtyřleté pauze v dubnu 2016 přišlo na svět další mládě (rodiče: samice Hope a otec Yogi). V roce 2017 se narodila a byla odchována dvě mláďata. Na konci října 2018 se narodilo čtvrté mládě od samice jménem Hope. Ke konci roku 2018 bylo chováno jedenáct jedinců. Další mláďata přišla na svět v únoru 2019 a červenci 2019, ale nepodařilo se je odchovat. Na konci roku 2019 bylo chováno osm jedinců. Dne 9. dubna 2020 se narodilo mládě samici Summer. Skupina makaků vepřích v pražské zoo prosperuje také v roce 2024, během kterého se narodila tři mláďata. V červnu roku 2024 přicestoval do pražské zoo samec makaka ze zoo v Arnhemu.